# 鑽石DA20

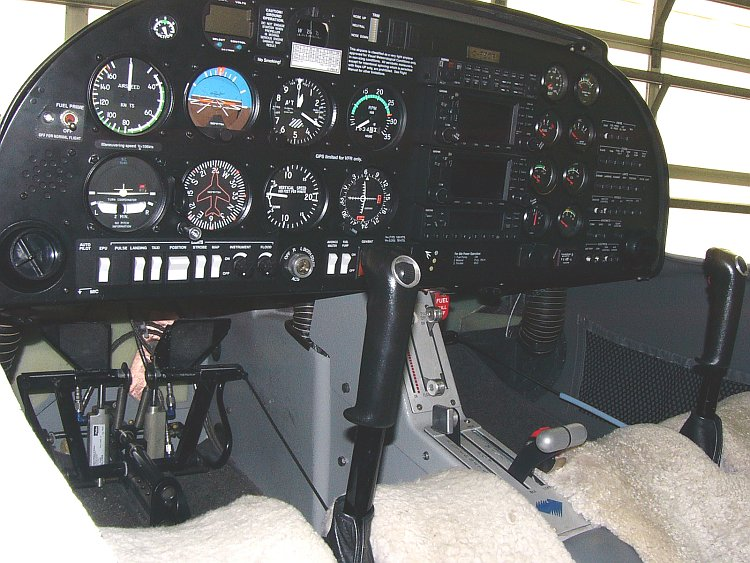
DA20-C1儀表

鑽石DA20（英語：Diamond DA20）是一款由鑽石飛行器公司的設計生產的小型飛機，可載兩人，主要用作飛行訓練和私人飛行。

## 發展
首架DA20-A1 Katana是在1994年製造，發動機採用勞達斯912，是首款在北美發售的鑽石飛機型號。在1998年開始生產DA20 Evolution和Eclipse型號，發動機改用大陸IO-240-B3B，生產地點同樣在加拿大。DA20-A1型已在2010年停產，但C1型仍繼續投產。
DA20-A1和C1都通過CAR 523和FAR 23的工具類飛機認證，允許DA20在襟翼完全收回的情況下進行自轉。在2004年中國認證了DA20此後由中电科芜湖钻石飞机制造有限公司授權合作生產。
此外，DA20亦通過歐洲聯合航空局的認證。雖然DA20的儀表和航電能夠進行儀器飛行，但其機體對閃電的保護力不足，使它無法通過儀器飛行認證，法律理論上只能允許手動飛行。

## 設計
DA20採用控制桿，複合构造，泡型艙罩，低單翼，單油箱和T型尾翼。所有型號的機體都採用複合材料碳纤维强化塑料和玻璃钢。飛機兩側的小窗口在地面或飛行期間能夠打開，用作通風。泡型艙罩設計的缺點是使機艙有太多不必要的太陽光，導致機艙溫度上升。座位可調較後躺，但座位位置不能調較，取而代之是可調較的方向舵踏板以符合飛行員的身高。固定座椅能為飛行員提供更好的撞擊保護。C1型的座位後躺角度較小，但同樣不能調較位置。座位材質可選用布料或皮革。
相比同類機型而言，DA20的滑翔比更為優勝，DA20滑翔比為14:1而同類型號為11:1。
2008年11月，鑽石公司宣佈DA20的主要飞航显示器（PFD）將可選用亞斯本航電玻璃座艙。鑽石公司指亞斯本航電的PFD容易納入現有的儀表，因為它們都安裝在標準圓形儀表孔。2009年10月，鑽石公司宣佈DA20可選用宣佈Garmin G500玻璃座艙。

## 型號
DV20-A1 "Katana"
發展自鑽石HK36超級迪莫納，發動機採用勞達斯912，在1993年取得適航認證。
DA20-A1 "Katana"
發展自DV20，發動機同樣採用勞達斯912，在1995年推出。
DA20-100 "Katana 100"
為歐洲市場而設計，發動機採用勞達斯912S，在1999年推出。
DA20 C-1 "Katana"及"Katana Eclipse"
在行銷上使用及一些在1998生產的名稱，一些飛機甚至在機身塗上"Katana"名字。發動機採用125馬力的大陸IO-240。為了容納IO-240發動機額外70磅的重量，電池改放在行李舱後面以平衡飛機重心，後掠翼從前傾1度改為後傾0.5度以使升力中心稍微向前。之前型號是採用簡單的铰链式襟翼，但由於最高重量提升了，因此需要改用較複雜的開縫式襟翼，把失速速度降至45節。
DA20-C1 "Evolution"
採用大陸IO-240-B發動機，取消了後方窗口，主要用作飛行訓練。
DA20-C1 "Eclipse"
有較好的設備供私用，採用大陸IO-240-B發動機，設有後方窗口，於1999年投產
DA20-C1 "Falcon"
軍用訓練機，採用大陸IO-240-B發動機，儀表改放在右方座椅前方（學生座位），因此節流閥在學生的左方，佈局與戰機十分相似，飛機油箱亦比較小。部份型號經過正常改裝後出售給私用或飛行學校。

## 性能（DA20-C1）
参考资料：DA20 webpage
基本信息
- 机组：1人
- 容量：1人

性能